# Costaricasparvuggla
Costaricasparvuggla (Glaucidium costaricanum) är en fågel i familjen ugglor inom ordningen ugglefåglar.

## Utbredning och systematik
Fågeln förekommer i bergstrakter från centrala Costa Rica till västra Panama. Den behandlas som monotypisk, det vill säga att den inte delas in i några underarter.

## Status
Arten har ett litet utbredningsområde, men beståndet anses vara stabilt. IUCN kategoriserar arten som livskraftig.